# Abelardo Luján Rodríguez
Abelardo Luján Rodríguez (Guaymas, Sonora, 12 de maio de 1889 - La Jolla, Califórnia, 13 de fevereiro de 1967), foi presidente do México entre 1932 e 1934, na sequência da demissão de Pascual Ortiz Rubio.
Nascido no seio de uma família pobre, desde bastante jovem trabalhou numa loja de ferragens, numa mina de cobre e mais tarde foi jogador profissional de baseball. Participou na Revolução Mexicana a partir de 1913 ascendendo rapidamente na hierarquia, sendo promovido a coronel em 1916. Após o seu envolvimento no plano de Agua Prieta foi nomeado comandante militar da Baixa Califórnia em 1921. Em 1923 tornou-se governador da Baixa Califórnia cargo que acumulou com o de comandante militar desta região até 1929. Em 1932 ocupou duas posições ministeriais no governo de Ortiz Rubio.
Após a demissão de Ortiz Rubio, assumiu a presidência do México em 4 de Setembro de 1932. Entre as medidas mais relevantes tomadas durante o seu mandato incluem-se a fundação de várias instituições financeiras, a reposição da educação socialista, e a implementação de leis relacionadas com instituições privadas de caridade e monopólios. O mandato presidencial foi aumentado de 4 para 6 anos.
Terminado o seu mandato em 30 de novembro de 1934, retirou-se da vida pública até 1943, ano em que foi eleito governador de Sonora com grande impacto na política educativa deste estado com a fundação da Universidade de Sonora. Alegando motivos de saúde, demitiu-se do cargo de governador em Abril de 1948.
O aeroporto de Tijuana tem o seu nome.

## Primeiros anos
Abelardo Rodríguez Luján (como era conhecido de nascimento) provinha de uma família pobre de Sonora, sendo seu pai o comerciante Nicolás Rodríguez y Petra Luján. Nasceu em Guaymas a 12 de maio de 1889, mas sua família se mudou para Nogales, cidade em que realizou seus estudos primários.
Emigrou-se para os Estados Unidos da América em 1906 e ali residiu por seis anos, época em que atuou como ajudante industrial. Sua estada nesse país o motivou a adotar ao modo norte-americano de formar seus nomes, passando a ser conhecido desde então por Abelardo L. Rodríguez.
Quando voltou ao México, no final de 1912, encontrou seu país em plena luta revolucionária.

## Carreira militar
Lutou na Revolução Mexicana a partir de 1 de março de 1913, quando se alistou nas forças de Álvaro Obregón no Exército Constitucionalista, que combatia o presidente Victoriano Huerta, acusado de usurpar a presidência e assassinar Francisco I. Madero.
Rodríguez ascendeu rapidamente. Participou de várias batalhas, como a da tomada de Culiacán; esteve na campanha de Bajío; suprimiu em Sonora um levantamento yanque e combateu o exército zapatista.
Participou na campanha de Benjamín Hill até a Cidade do México em 1916, promovido a coronel, e em 1920 realizou com Rafael M. Pedrajo o Plano de Agua Prieta. Nesse mesmo ano fui designado para combater Esteban Cortés, que se rebelou o presidente Adolfo de la Huerta.
Em 1921 foi nomeado chefe militar do território da Baja California.

## Carreira política
Em 1923 foi nomeado por Obregón, seu antigo comandante no exército constitucionalista, como governador general do Território da Baixa California e desenvolveu uma política de recuperação das finanças públicas, afetadas pela rebelião huertista, a qual combateu. Também fomentou a educação, a construção de estradas, a agricultura, a indústria, a reforma agrária, a construção de vias e canais de irrigação e o sindicalismo, além de exigir que as empresas contratassem mão-de-obra mexicana. Esta política seria levada a cabo também durante sus presidência.
Quando seu velho amigo Plutarco Elías Calles chegou a presidência em 1 de dezembro de 1924, foi ratificado no cargo e seu prestígio cresceu constantemente.
Em 1929, o governo de Emilio Portes Gil o enviou ao estrangeiro para estudar as técnicas de aviação e indústria que estavam na vanguarda naquela época e que eram seus maiores passatempos.
A 20 de janeiro de 1932 foi designado ministro da Indústria, Comércio e Trabalho e a 2 de agosto do mesmo ano ministro da Guerra e Marinha, ambos postos do gabinete de Pascual Ortiz Rubio.

## Presidente substituto
Em 2 de setembro de 1932, no dia seguinte ao II despacho presidencial, Ortiz Rubio apresentou sua renúncia do cargo que alguns não desejavam que exercesse.
De acordo com o artigo 86 da Constituição, o Congresso Mexicano deveria aprovar a renúncia do presidente e na mesma tarde em que foi apresentada ele aceitou a renúncia de Ortiz Rubio.
Procedendo-se conforme o artigo 84 constitucional o Congresso instaurou um colégio eleitoral para designar o substituto que deveria concluir o mandato.
De acordo com a Ley Orgánica do Congresso dos Estados Unidos Mexicanos, a proposta do presidente substituto se fez pelo grupo parlamentar do partido em que militava o presidente a substituir, no caso o Partido Nacional Revolucionario, que propôs os seguintes indivíduos:
- Alberto J. Pani, secretário da Fazenda
- Joaquín Amaro Domínguez
- Abelardo L. Rodríguez, que se elegeu. Quando se escutou seu nome na sede do PNR, ele foi ovacionado, entendendo-se que seria eleito por unanimidade.[7]
- Juan José Ríos, secretário de Governo.[7]

## Presidência
Rodríguez exerceu a presidência na qualidade de substituto de 4 de novembro de 1932 até 30 de novembro de 1934, na qualidade de presidente constitucional substituto do México, com a mesma política que exerceu na época de governador da Baixa Califórnia.
Durante sua presidência promulgou a reforma antielecionista a Constituição, que evitava a reeleição imediata de todos os cargos eletivos populares, estabelecida a partir de 29 de abril de 1933.
Reformou a Lei do Patrimônio Ejidal, criou o Banco Hipotecario y de Obras Públicas, hoje Banco Nacional de Obras y Servicios Públicos (Banobras) um dos poucos bancos paraestatais mexicanos, que começou a funcionar em fevereiro de 1933.
Também, com a Lei da Beneficência Privada estabeleceu que os organismos privados de assistência fossem regulados pela Secretaria de Governo e a partir de 2004 esta função pertenceria a Secretaria da Função Pública. Além disso, enviou ao Congresso a inciativa de Ley Orgánica de la Universidad Nacional Autónoma de México e uma lei contra os monopólios.
Outorgou, pelo decreto de 2 de maio de 1933, o completo controle de cambio ao Banco do México.
Desde junho de 1933, Calles havia expressado a conveniência de elaborar um minucioso programa de ação que deveria aplicar-se no período presidencial seguinte. O grupo cardenista logrou que o Plano Sexenal se convertesse em um programa de transformação, tendente a reivindicar a fundo os princípios da Revolução, muitos dos quais Calles já havia demonstrado estar de acordo.
Estabeleceu a 5 de janeiro de 1934 o salário mínimo e em 10 de outubro do mesmo ano, reformou o artigo 3º da Constituição para estabelecer uma educação socialista.
Por outro lado, exigiu que Igreja se sujeitasse à lei e teve enfrentamentos políticos sérios com o clero em Veracruz, Tabasco e Jalisco.

## Inauguração do Palácio de Belas Artes
As 10 horas do sábado 29 de setembro de 1934, Rodriguez inaugurou uma construção iniciada desde época do porfiriato pelo arquiteto italiano Adamo Boari, mas cuja obra a Revolução havia descontinuado: o Palácio de Belas Artes.
Estava acompanhado de seu gabinete, o corpo diplomático, funcionários públicos e os artistas Dolores del Río, Douglas Fairbanks e Ramón Novarro.
Una vez inaugurado, se procedeu a realizar o Primeiro Festival de Cultura Mexicana, em que se destacaram os seguintes eventos:
- Número musical da Orquestra Sinfônica: Sinfonía proletaria, para coro e orquestra, de Carlos Chávez.
- Cantos a cargo do pessoal da Secretaria de Educação Pública.
- Discursos do presidente e do chefe do Departamento de Bellas Artes, Antonio Castro Leal.
- Uma peça teatral de autoria mexicano Juan Ruiz de Alarcón com os atores María Tereza Montoya, dirigida por Alfredo Gómez de la Vega.

Na ocasião foi desvelada uma placa com a seguinte inscrição:
"Siendo presidente de la República el C. general Abelardo L. Rodríguez, inauguróse el 29 de septiembre de 1934 este Palacio de Bellas Artes, cuya fabricación inicióse bajo el gobierno del general Porfirio Díaz con el proyecto del arquitecto Adamo Boari, terminándose por iniciativa del ingeniero Alberto J. Pani y la ejecución del arquitecto Federico Mariscal."

## Após a presidência
Seu mandato terminou em 30 de novembro de 1934, quando foi sucedido por Lázaro Cárdenas del Río. Durante algum tiempo se retirou da política. Foi visto publicamente em 1941, quando o México se envolveu na Segunda Guerra Mundial, o então presidente Manuel Ávila Camacho convocou todos os ex-presidentes vivos a uma marcha de unidade nacional no Palácio Nacional. Estiveram presentes todos os ex-presidentes que governaram o país desde 1920, a exceção de Álvaro Obregón (assassinado em 17 de julho de 1928).
Em 1943 foi eleito como governador de Sonora, cargo para o qual tomou posse em 13 de setembro. Dedicou atenção especial a educação, tendo como destaque de sua gestão a fundação da Universidade de Sonora.
Fundou o Banco Mexicano, o Banco Mexicano de Occidente e o Banco de Crédito Mexicano, além das empresas Pesqueras del Pacífico, Atún Mexicano e Astilleros Rodríguez.
Se retirou definitivamente em 1948, ano em que anunciou sua renúncia ao governo de Sonora por problemas de saúde.

## Morte
Rodríguez veio a falecer a 13 de fevereiro de 1967 no Scripps Memorial Hospital, em La Jolla, California, Estados Unidos de América. Estiveram presentes em seu funeral o presidente Gustavo Díaz Ordaz. Os restos de Abelardo L. Rodríguez, foram sepultados em El Sauzal, municipio de Ensenada, Baixa Califórnia.
Em honra a Rodríguez, existe uma fundação sem fins lucrativos (Fundación Esposos Rodríguez) que apoia a educação de estudantes de baixa renda por meio de doações e patrocínios. Ela existe desde 1978 e beneficia a diversos jovens mexicanos.